# Joan Cererols
Joan Cererols (9. září 1618, Martorell – 27. srpna 1680, Montserrat) byl katalánský hudebník a benediktinský mnich.

## Život
Cererols se narodil v Martorell. Vstoupil do chórové školy escolania v Montserratu kolem roku 1626. První hudební krůčky udělal pod vedením otce Joana Marche, známého varhaníka. Po deseti letech v této škole byl Joan přijat jako novic v klášteře Montserrat 6. září 1636, ve věku osmnácti let. 

Roku 1648 dostal svolení od Marche navštívit Madrid, kde měl možnost se setkat s novou generací hudebníků. Po svém návratu se stal členem klášterní komunity. Po smrti Marche, roku 1658, se Cererols stal klášterním sbormistrem a tuto pozici si udržel až do své smrti roku 1680. Dožil se 61 let.

## Dílo
Jeho dílo zahrnuje Rekviem (nebo také Missa pro defunctis) složené v polovině 17. století během velkého moru, který zachvátil Barcelonu, a Missa de Batalla, která oslavuje dobytí Neapolského království.